# Divock Origi
Divock Okoth Origi (ur. 18 kwietnia 1995 w Ostendzie) – belgijski piłkarz pochodzenia kenijskiego, grający na pozycji napastnika we włoskim klubie A.C. Milan oraz w reprezentacji Belgii.

## Kariera klubowa
Swoją karierę piłkarską Origi rozpoczął w klubie KRC Genk. Był członkiem jego akademii piłkarskiej. W 2010 roku podjął treningi we francuskim Lille OSC. W 2013 roku stał się członkiem pierwszego zespołu Lille. 2 lutego 2013 zadebiutował w Ligue 1 w zremisowanym 1:1 domowym meczu z Troyes AC. W 69. minucie tego meczu zmienił Ronny’ego Rodelina, a w 75. minucie strzelił dla Lille wyrównującego gola. W sezonie 2013/2014 był podstawowym zawodnikiem Lille. W meczu półfinałowym sezonu 2018/19 strzelił arcy-ważnego gola dającego awans Liverpoolowi do finału UEFA Champions League. Mecz zakończył się wynikiem 4:0 dla Liverpoolu (dwumecz 4:3). Origi strzelił bramkę w 87 minucie w meczu finałowym Ligi Mistrzów, tym samym ustalając wynik na 2:0 (pierwszą bramkę trafił Salah z rzutu karnego). Wygrał Ligę Mistrzów z Liverpoolem w sezonie 2018/19.

## Kariera reprezentacyjna
Origi grał w młodzieżowych reprezentacjach Belgii. W 2014 roku został powołany do szerokiej kadry dorosłej reprezentacji Belgii na Mistrzostwa Świata w Brazylii. W kadrze Belgii zadebiutował 26 maja 2014 w wygranym 5:1 towarzyskim spotkaniu z Luksemburgiem, rozegranym w Genk. 22 czerwca 2014 zdobył zwycięską bramkę (1:0) z Rosją na Mundialu w Brazylii, dającą Belgii kolejne 3 punkty.

## Statystyki
Aktualne na dzień 26 stycznia 2020 r.
| 2012/13            | Lille II             | CFA                | 11  | 2  | —  | — | —  | — | —  | — | — | — | 21  | 3  |
| 2012/13            | Lille OSC            | Ligue 1            | 10  | 1  | 0  | 0 | 0  | 0 | 0  | 0 | — | — | 21  | 3  |
| 2013/14            | Lille OSC            | Ligue 1            | 30  | 5  | 4  | 1 | 1  | 0 | —  | — | — | — | 35  | 6  |
| 2014/15            | Lille OSC (wyp.)     | Ligue 1            | 33  | 8  | 1  | 0 | 2  | 0 | 8  | 1 | — | — | 44  | 9  |
| 2015/16            | Liverpool            | Premier League     | 16  | 5  | 1  | 0 | 4  | 3 | 12 | 2 | — | — | 33  | 10 |
| 2016/17            | Liverpool            | Premier League     | 34  | 7  | 3  | 1 | 6  | 3 | —  | — | — | — | 43  | 11 |
| 2017/18            | Liverpool            | Premier League     | 1   | 0  | 0  | 0 | 0  | 0 | 0  | 0 | — | — | 1   | 0  |
| 2017/18            | VfL Wolfsburg (wyp.) | Bundesliga         | 31  | 6  | 3  | 0 | —  | — | —  | — | 2 | 1 | 36  | 7  |
| 2018/19            | Liverpool            | Premier League     | 12  | 3  | 1  | 1 | 0  | 0 | 8  | 3 | — | — | 21  | 7  |
| 2019/20            | Liverpool            | Premier League     | 20  | 3  | 2  | 0 | 1  | 2 | 4  | 0 | 4 | 0 | 31  | 5  |
| Łącznie w karierze | Łącznie w karierze   | Łącznie w karierze | 198 | 40 | 15 | 3 | 14 | 8 | 32 | 6 | 6 | 1 | 265 | 58 |

## Osiągnięcia

### Liverpool F.C.
- Mistrzostwo Anglii: 2019/20
- Liga Mistrzów UEFA: 2018/2019
- Superpuchar Europy UEFA: 2019
- Klubowe mistrzostwo świata: 2019
- Finał Ligi Europy UEFA: 2015/2016
- Finał Pucharu Ligi Angielskiej: 2015/2016